# Teoria
|  | «Teòric» redirigeix aquí. Vegeu-ne altres significats a «Teòricon». |

|  | No s'ha de confondre amb teorema. |

Una teoria és un tipus racional de pensament abstracte sobre un fenomen, o els resultats d'aquest pensament. El procés de pensament contemplatiu i racional s'associa sovint amb processos com l'estudi observacional o la investigació. Les teories poden ser científiques, pertànyer a una disciplina no científica o a cap disciplina. Depenent del context, les afirmacions d'una teoria poden incloure, per exemple, explicacions generalitzades sobre com funciona la natura. La paraula té les seves arrels en el grec antic, però en l'ús modern ha adquirit diversos significats relacionats.
En la ciència moderna, el terme "teoria" fa referència a les teories científiques, un tipus d'explicació de la natura feta d'una manera coherent, seguint el mètode científic, i complint els criteris requerits per la ciència moderna. Aquest tipus de teories es descriuen de tal manera que les proves científiques haurien de poder proporcionar-hi suport empíric, o una contradicció empírica. Les teories científiques són la forma més fiable, rigorosa i completa de coneixement científic, en contrast amb els usos més comuns de la paraula "teoria" que impliquen que alguna cosa no està provada o especulativa (que en termes formals es caracteritza millor per la paraula hipòtesi). Les teories científiques es distingeixen de les hipòtesis, en que són conjectures individuals comprovables empíricament, i de les lleis científiques, que són relats descriptius de la manera com es comporta la natura com una regla i norma constant i invariable de les coses, nascuda de la causa primera o de les qualitats i condicions d'aquestes.
Una teoria pot ser un coprus de coneixement, que pot o no estar associat a models explicatius particulars. Teoritzar és desenvolupar aquest corpus de coneixement.
Fora de l'àmbit científic, la paraula teoria o "en teoria" s'utilitza de vegades per referir-se a alguna cosa que el parlant no ha provat. En ciència, aquest mateix concepte es coneix com a hipòtesi, i la paraula "hipotèticament" s'utilitza tant dins com fora de la ciència. En el seu ús fora de la ciència, la paraula "teoria" es contrasta molt sovint amb "pràctica" (del grec praxis, πρᾶξις) un terme grec per a fer, que s'oposa a la teoria. Un "exemple clàssic" de la distinció entre "teòric" i "pràctic" utilitza la disciplina de la medicina: la teoria mèdica implica intentar entendre les causes i la naturalesa de la salut i la malaltia, mentre que la part pràctica de la medicina intenta fer que les persones estiguin sanes. Aquestes dues coses estan relacionades però poden ser independents, perquè és possible investigar la salut i la malaltia sense curar pacients específics, per exemple.

## Característiques
Les teories són eines analítiques per comprendre, explicar i fer prediccions sobre un tema determinat. Hi ha teories en molts i variats camps d'estudi, incloses les arts i les ciències. Una teoria formal és de naturalesa sintàctica i només té sentit quan se li dóna un component semàntic aplicant-lo a algun contingut (per exemple, fets i relacions del món històric real a mesura que s'està desenvolupant). Les teories de diversos camps d'estudi s'expressen sovint en llenguatge natural, però es poden construir de tal manera que la seva forma general sigui idèntica a una teoria tal com s'expressa en el llenguatge formal de la lògica matemàtica. Les teories es poden expressar matemàticament, simbòlicament o en llenguatge comú, però generalment s'espera que segueixin els principis de pensament racional o lògica.
La teoria es construeix a partir d'un conjunt d'oracions que es creu que són afirmacions vertaderes sobre el tema en qüestió. Tanmateix, la veritat de qualsevol d'aquestes afirmacions és sempre relativa a tota la teoria. Per tant, la mateixa afirmació pot ser certa respecte a una teoria, i no és certa respecte a una altra. Això és, en llenguatge corrent, on afirmacions com "És una persona terrible" no es poden jutjar com a vertaderes o falses sense fer referència a alguna interpretació de qui és "Ell" i, per tant, quina és una "persona terrible" sota la teoria.
La forma de les teories s'estudia formalment en la lògica matemàtica, especialment en la teoria de models. Quan les teories s'estudien en matemàtiques, normalment s'expressen en algun llenguatge formal i els seus enunciats es tanquen sota l'aplicació de certs procediments anomenats regles d'inferència. Un cas especial d'això, una teoria axiomàtica, consisteix en axiomes (o esquemes d'axiomes) i regles d'inferència. Un teorema és una afirmació que es pot derivar d'aquests axiomes mitjançant l'aplicació d'aquestes regles d'inferència. Les teories utilitzades en aplicacions són abstraccions de fenòmens observats i els teoremes resultants proporcionen solucions a problemes del món real. Alguns exemples evidents inclouen l'aritmètica (conceptes abstractes de nombre), geometria (conceptes d'espai) i probabilitat (conceptes d'aleatorietat i probabilitat).
El Teorema d'incompletesa de Gödel mostra que cap teoria consistent i enumerable recursivament (és a dir, una teoria els teoremes de la qual formen un conjunt enumerable recursivament) en la qual es pugui expressar el concepte de nombres naturals, pot incloure totes les afirmacions vertaderes sobre ells. Com a resultat, alguns dominis del coneixement no es poden formalitzar, amb precisió i completament, com a teories matemàtiques. (Aquí, formalitzar amb precisió i completament vol dir que totes les proposicions vertaderes —i només les proposicions vertaderes— són derivables dins del sistema matemàtic.) Aquesta limitació, però, de cap manera impedeix la construcció de teories matemàtiques que formalitzin grans cossos de coneixement científic.

## Mètode científic
D'acord amb el mètode científic, una teoria ha de poder ser comprovada per l'experimentació o l'observació. Si els fets prevists per una teoria no poden ser verificats, o apareixen nous fets no prevists en una teoria, seguint sempre els principis del mètode científic, s'ha de canviar la teoria, canviant alguns dels seus postulats o proposicions, o afegint-ne de nous.
S'utilitza el terme conjectura per a referir-se a una suposició que no està suportada per cap observació, o experiment. En canvi, una hipòtesi té el suport dels experiments, o de l'observació.
Una teoria vàlida es distingeix pel fet que té una lògica interna, és a dir, un teorema no contradiu els altres teoremes, de manera que tot el conjunt és coherent segons les regles de la lògica. A més, les teories vàlides solen permetre de fer prediccions sobre fenòmens físics en un àmbit científic determinat. En general, se solen preferir les teories que són més simples i elegants des d'un punt de vista matemàtic (vegeu: el principi de la navalla d'Occam), i les que es poden aplicar a un ventall de fenòmens més ampli.

## Matemàtiques
En matemàtica, es considera que és un conjunt de proposicions relacionades lògicament. En lògica matemàtica, una teoria és un conjunt d'axiomes i tots els teoremes que se'n poden derivar. El teorema d'incompletesa de Gödel diu que cap teoria consistent, amb un nombre finit d'axiomes, no pot contenir totes les proposicions vertaderes. D'una teoria T es diu que és decidible si existeix un algorisme que determina si qualsevol proposició donada és o no un teorema de T. Per exemple, la teoria de grups abelians és decidible, mentre que la teoria de conjunts és indecidible.